# Mul de Kent

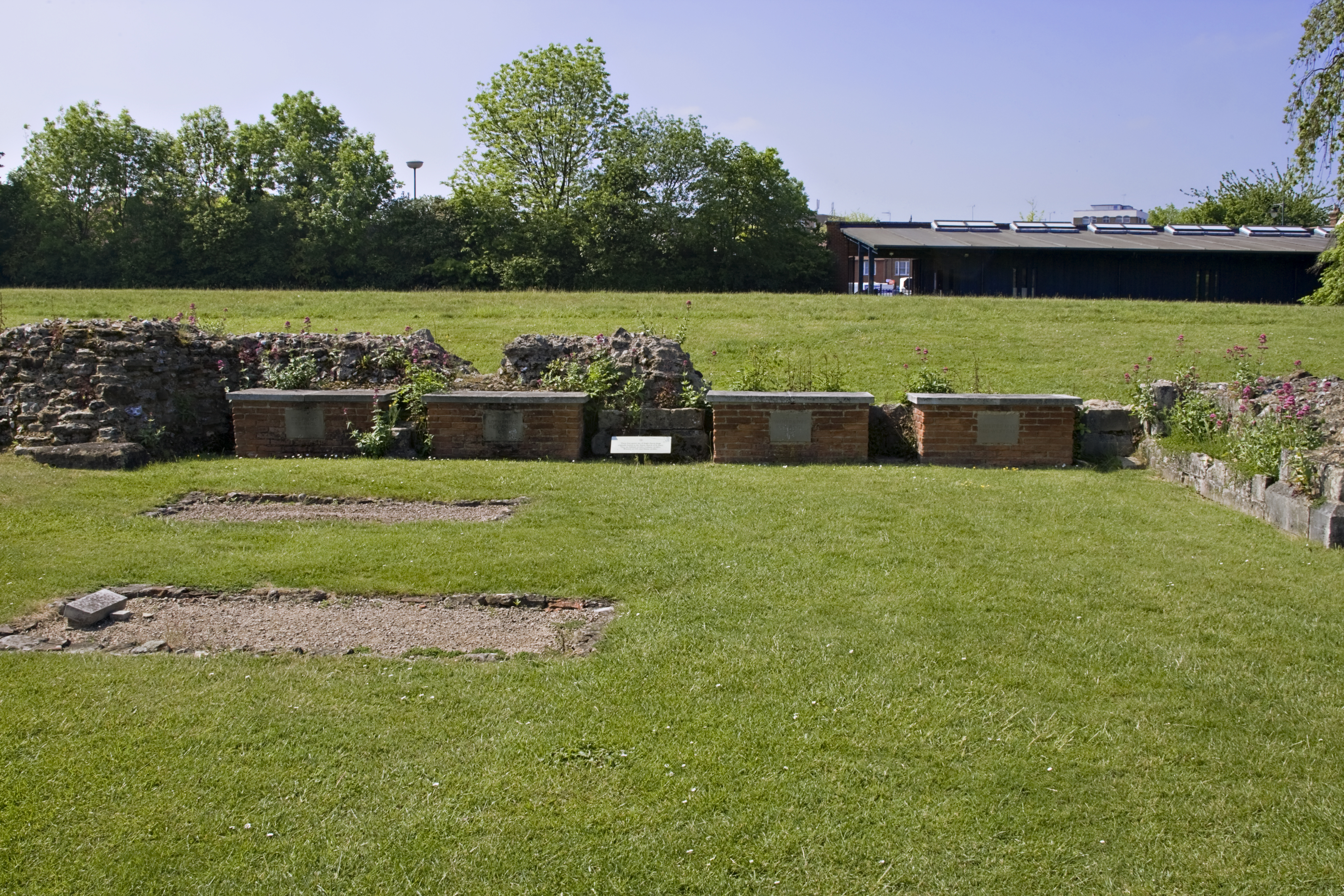
Les tombes dels reis de Kent a l'antiga abadia de sant Agustí, Canterbury. La de Mul és la de la dreta.

Mul, germà del rei Caedwalla de Wessex, va ser rei de Kent durant un breu període, entre el 686 i el 687, després que Caedwalla l'instaurés en el tron. Va ser un període de declivi per al país, Kent va patir els atacs de Wessex i va perdre el lideratge comercial i religiós, el qual va assumir Mèrcia.
L'agost del 686 Caedwalla de Wessex va conquerir el regne de Kent i va encomanar al seu germà Mul el govern d'aquest territori. Però el 687 Mul va morir cremat juntament amb dotze homes més, probablement per una insubordinació de la gent de Kent, que no acceptaven un estranger com a rei. Caedwalla, en venjança, va assolar el país.
Aprofitant el desordre dins el país, els mercis van instaurar en el tron un rei titella, anomenat Oswine, que va governar amb el suport de dos més. Els 694, segons la Crònica anglosaxona, el poble de Kent va acceptar la petició d'Ine, el successor de Caedwalla, del pagament d'uns diners en compensació per haver cremat Mul (wergeld).